# Oto idzie panna młoda
Oto idzie panna młoda (ang. There Goes The Bride; alternatywne polskie tytuły: Dziewczyna z plakatu i Ślubu nie będzie; alternatywny tytuł angielski: Come Back to My Place) – sztuka teatralna autorstwa Raya Cooneya i Johna Chapmana, wystawiona po raz pierwszy w dniu 19 czerwca 1973 roku w Palace Theatre w Westcliff-on-Sea (części Southend-on-Sea). Premiera na West Endzie odbyła się 7 października 1974 roku w Criterion Theatre. Polska prapremiera miała miejsce 2 stycznia 2009 roku w Teatrze Komedia w Warszawie. W 1980 sztuka została zekranizowana. 

## Opis fabuły
Akcja sztuki rozgrywa się w dniu zaplanowanego od dawna ślubu Judy i Nicholasa. Judy jest Angielką, rzecz dzieje się zresztą w Londynie, zaś jej ojciec Timothy prowadzi wraz ze wspólnikiem Billem agencję reklamową, której kluczowym klientem jest producent biustonoszy. W tym najważniejszym dla niej dniu dziewczynę wspierają również matka Ursula, dziadek Gerald i babcia Daphne. W czasie ostatnich przygotowań do ceremonii Timothy ulega pozornie drobnemu wypadkowi, upada na głowę we własnym domu. W wyniku doznanych obrażeń zaczyna widzieć nieistniejącą w rzeczywistości dziewczynę z lat 20., Polly, którą sam wymyślił wcześniej jako bohaterkę kampanii reklamowej swojego klienta. Timothy nie tylko ją widzi, ale nawet zakochuje się w niej, tańczy z nią itd. To dziwaczne zachowanie powoduje irytację, złość, a w końcu panikę pozostałej części rodziny. Ślub się opóźnia, aż w końcu do domu panny młodej przyjeżdża jej bardzo wzburzony przyszły teść, gruboskórny Australijczyk. 

## Polskie inscenizacje
Choć sztuka posiada tylko jeden polski tekst, w tłumaczeniu Elżbiety Woźniak, każda z jej dotychczasowych polskich inscenizacji miała inny tytuł. Prapremierowa inscenizacja w Warszawie została wystawiona jako Oto idzie panna młoda. Spektakl wyreżyserował Grzegorz Chrapkiewicz, zaś w obsadzie znaleźli się Alicja Dąbrowska, Zofia Merle, Monika Rowińska, Elżbieta Zającówna, Wojciech Duryasz, Tomasz Grochoczyński, Wojciech Kalarus i Krzysztof Tyniec. 18 września 2016 swoją premierę miała inscenizacja w Krakowskim Teatrze Variété w reżyserii Janusza Szydłowskiego, zatytułowana Dziewczyna z plakatu. W spektaklu wzięli udział Magda Szczepanek, Katarzyna Ptasińska, Katarzyna Galica, Jacek Wojciechowski, Tadeusz Huk, Iwona Bielska, Paweł Kumięga i Aleksander Fabisiak. 5 stycznia 2018 sztuka zadebiutowała w Teatrze Nowym w Łodzi, gdzie jest wystawiana jako Ślubu nie będzie. Inscenizację wyreżyserował Paweł Pitera, a zagrali w niej Agnieszka Korzeniowska, Mirosława Olbińska, Aleksandra Posielężna, Lucyna Szierok, Diana Krupa, Paweł Audykowski, Wojciech Bartoszek, Dymitr Hołówko i Bartosz Turzyński. 